# Vuoti di memoria
Vuoti di memoria è un album di cover del cantante italiano Pino Scotto pubblicato il 22 aprile 2014.

## Tracce
1. La Resa Dei Conti (Kiss My Ass)
2. Il Chitarrista
3. E Se Ci Diranno
4. Povera Patria
5. Svalutation
6. E' Arrivata La Bufera
7. Rock 'n' Roll Core
8. Heartbreak Hotel
9. Stone Dead Forever
10. Still Got The Blues
11. Still Raising Hell
12. Hoochie Coochie Man